# Scoposcartula bilunata
Scoposcartula bilunata är en insektsart som beskrevs av Victor Antoine Signoret 1855. Scoposcartula bilunata ingår i släktet Scoposcartula och familjen dvärgstritar. Inga underarter finns listade i Catalogue of Life.